# Holub stěhovavý
Holub stěhovavý (Ectopistes migratorius) býval pravděpodobně nejhojnějším ptákem na Zemi. Obýval v obrovských hejnech původní listnaté lesy Severní Ameriky, východně od Skalnatých hor. Fosilie tohoto ptáka byly objeveny v pleistocenních uloženinách na území amerického Marylandu. Jejich počty dosahovaly tří až pěti miliard jedinců a odhaduje se, že tvořili 40 % všech severoamerických ptáků. Po osídlení Ameriky evropskými přistěhovalci byli loveni kvůli masu i pro zábavu, takže jejich počty rychle poklesly. Poslední divoce žijící holub stěhovavý byl zastřelen v roce 1900, poslední jedinec uhynul v roce 1914.

## Popis

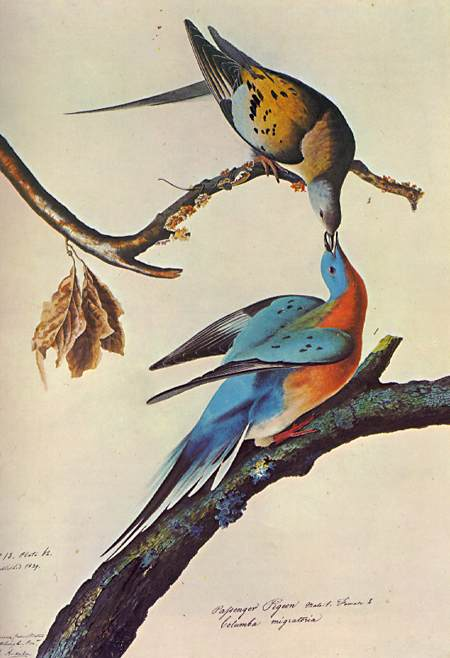
Samec a samice

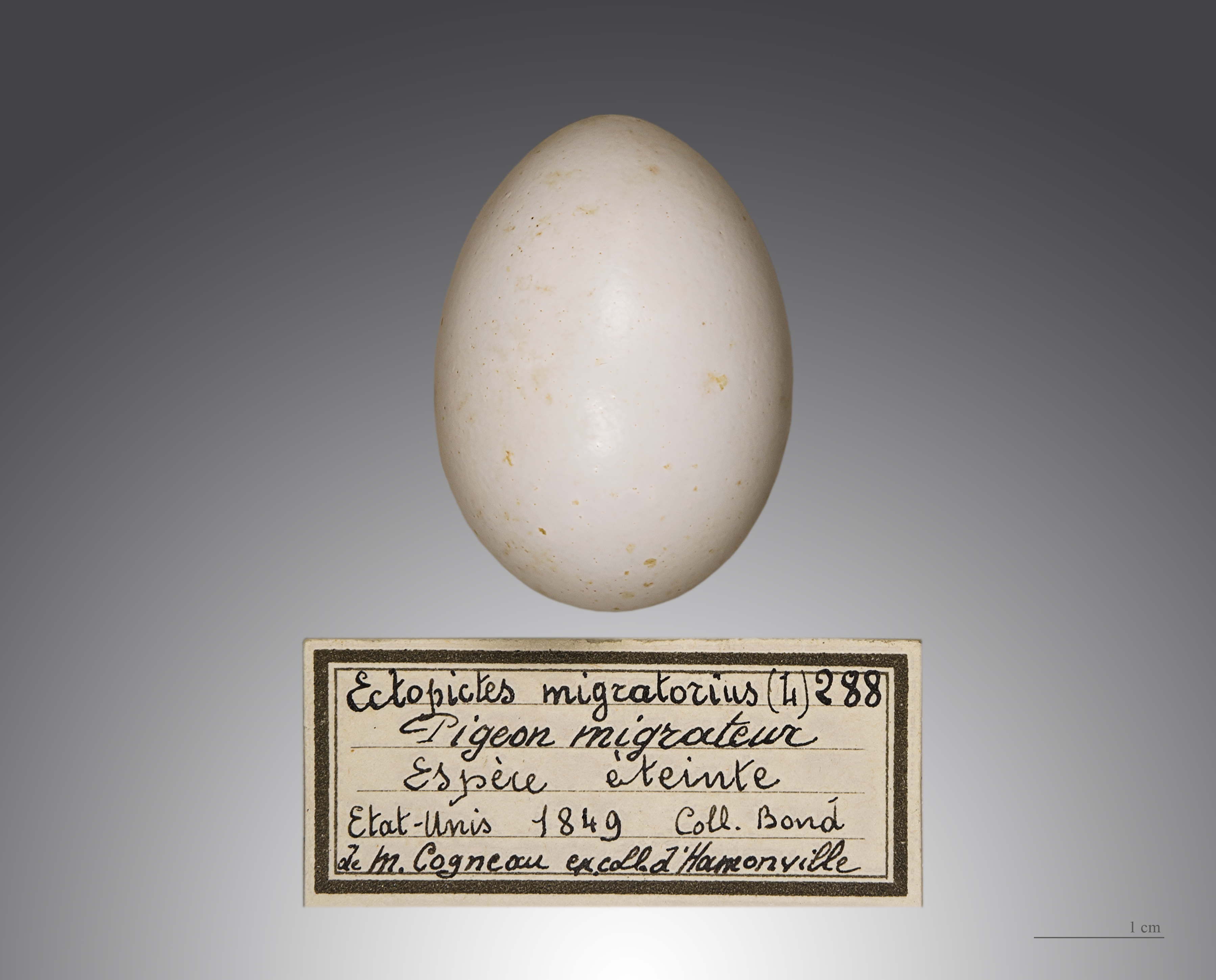
Ectopistes migratorius - Muséum de Toulouse

Holub stěhovavý byl štíhlý, ale poměrně velký pták s nápadně dlouhým ocasem. Peří bylo šedomodré, samci byli zbarveni nápadněji. Oko, zobák i nohy byly červené. Byli to rychlí (odhady hovoří o průměrné rychlosti 100 km/h při migraci) a obratní letci.

## Způsob života
Holubi stěhovaví byli sociálním druhem, žijící v obrovských hejnech. Přírodovědec Alexander Wilson pozoroval ještě na začátku 19. století hejno holubů, které podle jeho odhadu čítalo 2 230 272 000 jedinců. Podle dobových zpráv bylo v jednom hejnu tolik ptáků, že zastínili slunce a pod jejich vahou se lámaly stromy. 8. dubna roku 1873 bylo v Michiganu pozorováno hejno, jehož přelet trval od 7:30 ráno do čtyř hodin odpoledne. Hejna holubů v roce 1870, v době, kdy již celková populace znatelně poklesla, byla stále kolem 1600 metrů široká a až 512 km dlouhá.
Odhaduje se, že v době objevení holuba stěhovavého tvořili holubi až 40 % všech ptáků Severní Ameriky a odhaduje se také, že celková populace čítala 3–5 miliard jedinců.

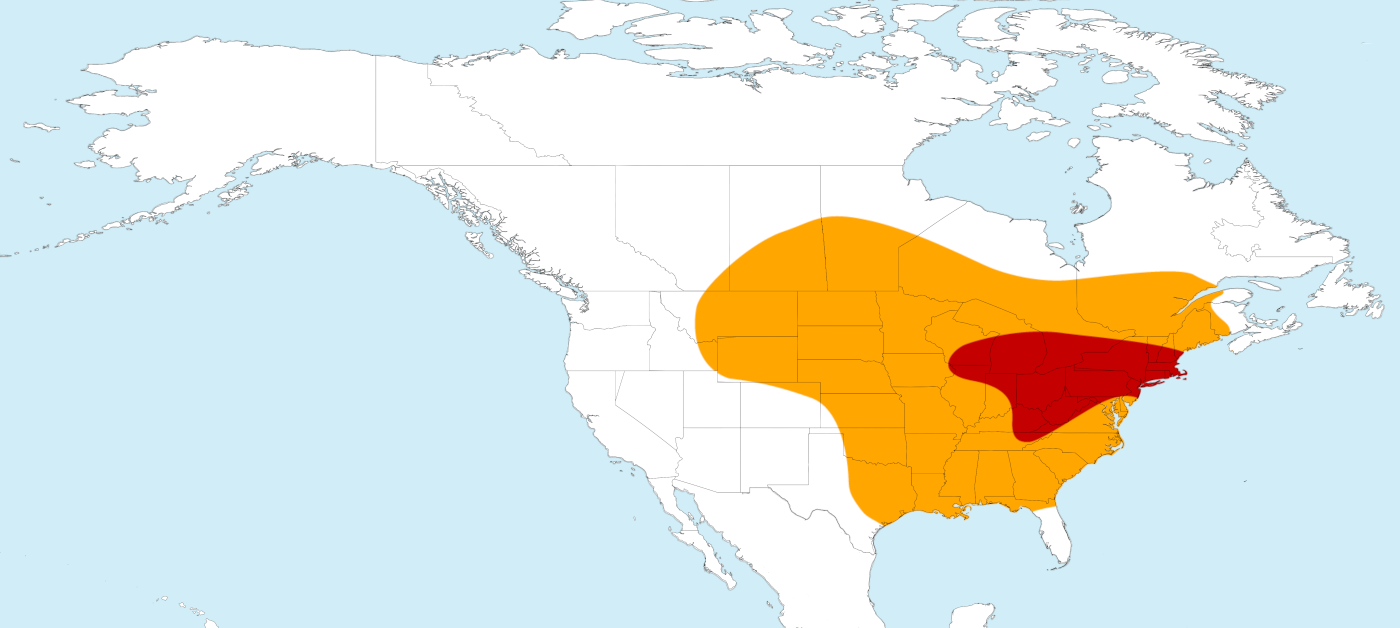
Mapa migrace – červeně: hnízdiště, oranžově: zimoviště

V létě holubi obývali listnaté lesy východně od Skalnatých hor, kde nacházeli dostatek potravy, živili se hlavně žaludy a bukvicemi. V zimě táhli do zimovišť v jižní části Severní Ameriky.
Rozmnožovali se v obřích koloniích – některé kolonie byly 8 km široké a až 60 km dlouhé – přičemž na jednom stromě bylo až 90 hnízd, pod tíhou holubů se lámaly i silné větve. Pro začátek rozmnožování, k navození vyladění ke hledání partnera, ke stavbě hnízda a ke snůšce byla zřejmě potřeba koncentrace určitého většího množství jedinců, což vysvětluje, proč se holubi přestali rozmnožovat, když jejich stavy poklesly pod kritickou úroveň, a proč se je nikdy nepodařilo rozmnožit v zajetí.
Na rozdíl od jiných druhů holubů snášela holubice jen jedno bílé vejce. Při sezení se oba partneři střídali, mládě se vyklubalo asi za dva týdny. Nejprve bylo krmeno výměškem z volete, tzv. „holubím mlékem“, pak natrávenými a změklými žaludy a bukvicemi. Mládě rychle rostlo a po 14 dnech od vylíhnutí vážilo více než jeho rodiče.
Dospělí holubi pak kolonii opustili, mláďata, náhle bez potravy, během tří nebo čtyř dnů zhubla natolik, že mohla sama létat a osamostatnit se.
Holubi neměli žádné přirozené nepřátele kromě jestřábů a orlů.

## Vybíjení

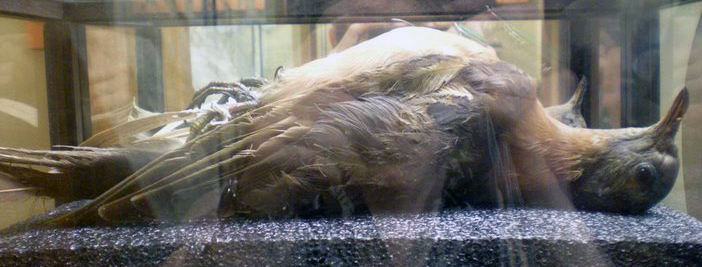
Taxidermii Marthy, poslední známý holub stěhovavý, na Cincinnati Zoo

Už původní obyvatelé Ameriky lovili holuby, hlavně mláďata, pro chutné maso. I pro přistěhovalce byli holubi vítaným zpestřením jídelníčku. Nejprve lov obrovská hejna holubů příliš neohrožoval, přestože byli kvůli rostoucí lidské populaci loveni stále ve větším počtu. V roce 1806 byla ve státě Kentucky běžně pozorována hejna čítající kolem dvou miliard jedinců.
V roce 1830 se holubi stěhovaví začali používat jako terč při střelbě na pohyblivý cíl, ale ani to by samo o sobě celkovou populaci holubů neohrozilo. Kvůli stále většímu počtu ulovených jedinců začalo holubů ubývat. Holubi se lovili pro maso, stříleli se i chytali se do sítí. V roce 1850 byl pokles holubí populace už znatelný, ale stále existovala hejna čítající milióny jedinců. Ortel jim podepsala železnice.
Železnice umožnila lovcům dostat se rychle ke všem koloniím holubů. Lov se stal výnosným obchodem, přestože se ulovení holubi prodávali ve městech za pouhé dva centy za kus. Začalo masové zabíjení ptáků, holubi byli po miliónech stříleni na svých nocovištích i hnízdištích. Lov a vyrušování při hnízdění způsobilo, že ptáci svá hnízda předčasně opouštěli, populace se tak přestala obnovovat. V roce 1855 bylo jen do New Yorku posláno 300 000 ulovených holubů. 23. června 1860 bylo v Grand Rapids v Michiganu zabito 235 200 ptáků (během jediného dne), v roce 1874 byl v Oceana County rovněž v Michiganu uloven milion ptáků a o dva roky později 400 000 holubů za týden během vrcholu sezóny, 1 600 000 ulovených jedinců za celý rok. Ještě v roce 1878 bylo na jednom hnízdišti zabito několik desítek tisíc ptáků během jediného dne. Mrtví ptáci byli po milionech odesíláni vlakem do velkých měst na východním pobřeží, aby byla uspokojena poptávka po holubím mase.
Od roku 1850 do roku 1880 neproběhlo úspěšně ani jediné hnízdění. Populace holubů prudce poklesla a hlavně zestárla. Holubi byli vlivem nadměrného lovu a odlesňování zatlačeni na sever a na západ, do méně vhodných podmínek, a přestali se rozmnožovat. Holub stěhovavý byl odsouzen k zániku.

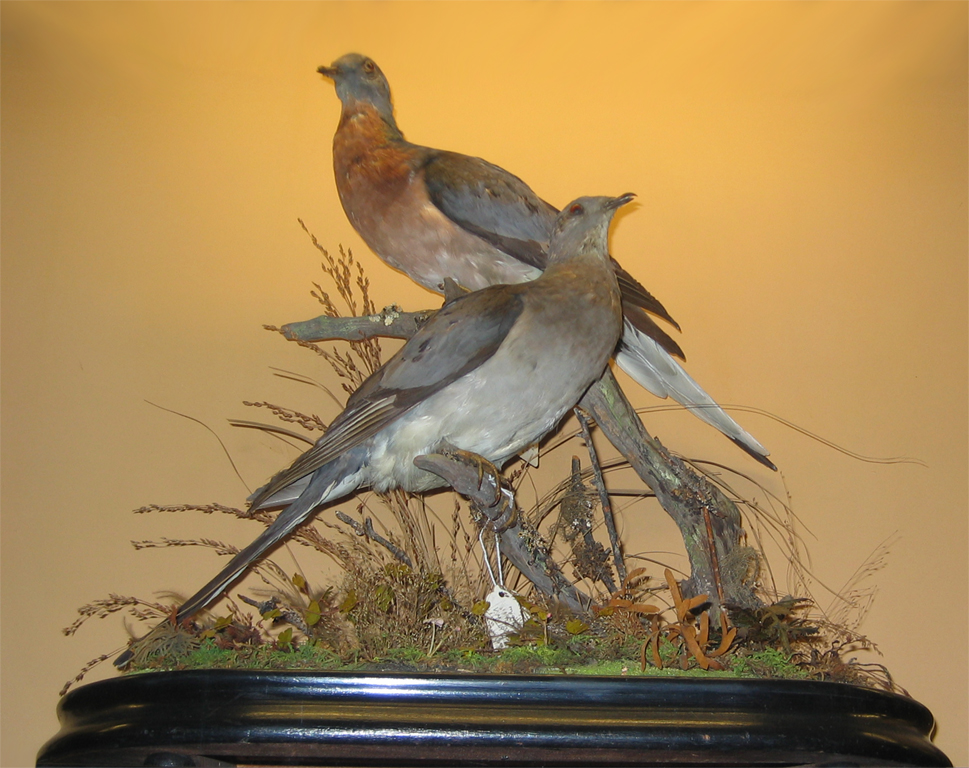
Vycpaní holubi z newyorského muzea

Poslední divoce žijící holub stěhovavý byl zastřelen v Ohiu, 24. března roku 1900.

## Poslední žijící holub stěhovavý – samice Martha
Z miliard jedinců přežila malá skupina holubů žijících v zoologické zahradě v Cincinnati. V roce 1909 zůstali už jen tři jedinci, dva samci a samice. V roce 1910 jeden samec uhynul, v roce 1912 uhynul i ten druhý. Tím nadobro vyhasla naděje, že by se holuba stěhovavého podařilo rozmnožit v zajetí.
Poslední holub stěhovavý, samice Martha, uhynula 1. září 1914.

## Naděje na oživení
Na počátku roku 2013 se Ben Novak a další američtí vědci rozhodli naklonovat holuba stěhovavého pomocí DNA z dochovalých tkání. Vzhledem k její neúplnosti se počítá i s použitím genomu holuba skalního, který je holubu stěhovavému nejvíce podobný. V případě úspěšného naklonování by se na trénování tohoto druhu měli podílet přebarvení poštovní holubi. Tento projekt s názvem The Great Comeback by měl být ukončen, až se populace holubů stěhovavých rozroste na několik milionů.